# Cerco de Beirute
O cerco de Beirute ocorreu em 13 de junho de 1982, oito dias após a invasão israelense no Líbano. Rompendo o cessar-fogo pedido pelas Nações Unidas, tropas comandadas pelo ministro da defesa Ariel Sharon cercaram o oeste de Beirute, bombardeando intensamente a capital libanesa com o objetivo de expulsar a Organização de Libertação da Palestina para fora do Líbano.

## Antecedentes
A OLP mudou sua principal base de operações para Beirute no final da década de 1960, depois de uma fracassada tentativa de derrubar o governo da Jordânia, que gerou sua posterior expulsão do território jordaniano. A presença de forças palestinas foi uma das principais razões que levaram ao conflito cristão-muçulmano no Líbano em 1975–1976 e terminou com a ocupação de forças de manutenção da paz formada por vários países árabes, incluindo a Síria. Nos anos seguintes, sírios e OLP ganharam cada vez mais poder no cenário político libanês, sobrepondo-se a capacidade do governo central de limitae ou controlar suas ações.
Durante todo este tempo, os guerrilheiros palestinos lançavam contra-ataques (de artilharia ou com foguetes) contra o norte de Israel, como represália à dura repressão militar israleense aos palestinos dos Territórios Ocupados, o que motivou o Estado judeu a agir militarmente com a Operação Litani em 1978. As tropas israelenses invadiram o sul libanês em 14 de março daquele ano, liquidaram as bases da OLP naquela região e ocuparam a maior parte da área ao sul do rio Litani. O Conselho de Segurança da Organização das Nações Unidas condenou a ação militar israelense e criou uma Força Interina das Nações Unidas no Líbano (Unifil), que seria encarregada da manutenção da paz na região. Mas as forças israelenses mantiveram o controle do sul libanês, gerindo uma "zona de segurança" de 12 milhas náuticas (19 km) ao longo da fronteira e mantinham como aliado a milícia Exército do Sul do Líbano (ESL).
Apesar das Nações Unidas patrocinaram um cessar-fogo no Líbano, as escaramuças entre Israel e OLP permaneciam. Os palestinos lançavam ataques a partir de outras localidades, como a Jordânia e a Cisjordânia. Como reação, os israelenses violavam os termos do cessar-fogo da ONU com freqüentes violações do espaço aéreo e das águas territoriais  libaneses, realizando bombardeios.

### Precedente
Desde o início do seu segundo mandato, o primeiro-ministro israelense Menachem Begin (do partido Likud) mantinha conversas com seu ministro da defesa Ariel Sharon sobre uma nova invasão ao Líbano com a finalidade de expulsar a OLP e garantir a presidência de Bashir Gemayel, líder do Partido Kata'ib (ou Falanges Libanesas), aliado dos israelenses. Porém, o Knesset (Parlamento de Israel) levantou fortes objeções aos planos militares de Sharon, e Begin sentiu-se obrigado desistir da invasão.
Mas Sharon não desistiu e manteve contatos com Gemayel e Alexandre Haig, secretário de Estado do governo Ronald Reagan. Em um encontro na capital norte-americana, Sharon recebeu um sinal de Haig, um ex-general, sobre seus planos: deveria haver necessidade de um "casus belli" para uma nova ação militar dentro do Líbano.
Em abril de 1982, um atentado contra um diplomata israelense em Paris foi o pretexto para que a aviação militar de Israel bombardeasse vários campos palestinos no Líbano. Mas o pretexto bélico para a nova invasão ao Líbano viria dois meses depois, em uma suposta tentativa de assassinar Sholomo Argov, embaixador israelense no Reino Unido Londres. Apesar do Mossad estar ciente de que o ataque havia sido realizado pelo grupo palestino Abu Nidal, inimigo e em guerra com a OLP de Yasser Arafat, foi o pretexto ideal para que as tropas israelenses invadissem novamente o Líbano e expulsassem definitivamente os milicianos palestinos de lá.

### A invasão
Ariel Sharon apresentou ao governo de Israel um plano de "incursão limitada" à região sul do Líbano, sob o código de "Operação Paz na Galiléia". Destinado a enfraquecer ou expulsar a OLP e ajudar a empossar Bashir Gemayel na presidência libanesa, o plano arquitetado por Sharon acabou levando a Guerra Civil Libanesa a uma nova fase.
As forças israelitas invadiram o Líbano em 6 de junho de 1982, atacando em três frentes de ataque. Uma vertente moveu-se ao longo da estrada costeira de Beirute, outra foi destinada a interromper a principal estrada que liga a capital libanesa à Damasco e a terceira se dirigiu para a fronteira Líbano-Síria, duas medidas para bloquear eventuais reforços ou interferência síria.
Até 11 de junho, Israel havia ganhado a batalha aérea após liquidar as aeronaves sírias. O governo sírio apelou para um cessar-fogo, enquanto que a maioria dos guerrilheiros da OLP fugiram para Tiro, Sidon e de outras áreas de Beirute Ocidental.

## O Cerco
Enquanto o premiê Menachem Begin afirmara ao Knesset que a invasão terminaria assim que as forças israelenses alcançassem uma linha de 40 quilômetros, em 14 de junho, Ariel Sharon tinha cercado Beirute Ocidental, sitiando cerca de 500 mil pessoas. Israel desejava completar o cerco o mais rapidamente possível; sua meta era obter uma rápida e decisiva vitória militar. Os Estados Unidos, através do seu emissário no Oriente Médio, Philip Habib, pressionavam por negociações de paz, sabendo que quanto mais longo fosse o cerco, maior seria a capacidade de barganha de Arafat.
O cerco que se seguiu à capital libanesa duraria 69 dias. Por sete semanas, Israel castigou intensamente Beirute com bombas de fósforo e de fragmentação. Os ataques por terra, ar e mar não se limitaram a destruição do aparato militar da Organização para a Libertação da Palestina, mas também de toda base social e de bem-estar da organização, como serviços de saúde e educação. Os fornecimentos de água e energia elétrica foram interrompidos, bem como o fluxo de alimentos e remédios foi cortado. Até mesmo organizações de ajuda internacional tiveram o acesso negado. Palestinos que tentaram deixar Beirute Ocidental eram proibidos pelas tropas invasoras que patrulhavam a área. Como geralmente ocorre nos cercos, a população civil palestina sofreu mais do que os militantes da OLP.
O objetivo de Ariel Sharon não se limitou a destruir a suposta ameaça militar que a OLP representava para Israel. Uma das primeiras medidas que as tropas isralenses fizeram ao entrar na parte oeste de Beirute, em setembro daquele ano, foi roubar os arquivos do Centro de Pesquisas da OLP, um símbolo da identidade palestina.

### Resultados
Mesmo com os severos ataques, Israel não estava perto de seus objetivos e o país era acusado de bombardear indiscriminadamente a capital libanesa para além da meta de enfraquecer a OLP. As forças israelitas tomaram vários pontos-chaves no território do Líbano, mas não conseguiam tomar o oeste da cidade antes da assinatura de um acordo de paz patrocinado pela ONU. A Síria assinou em 7 de agosto, enquanto que representantes de Estados Unidos, Israel, Líbano e a OLP assinaram no dia 18. Em 21 de agosto, 350 soldados francesas chegaram em Beirute, seguido de 800 fuzileiros navais norte-americanas e forças internacionais adicionais (em um total de 2.130) para supervisionar a saída da OLP, em primeiro lugar por mar e, depois, por terra, rumo a Tunísia, Iêmen, Jordânia e Síria.
Com o cessar-fogo negociado pela ONU, foi possível verificar os danos do cerco à Beirute Ocidental. As Nações Unidas estimaram que 13.500 casas foram danificadas só no lado oeste da capital libanesa - e excluiam os campos palestinos. Entre mortos, os números variam entre 10.000 a 12.000 vítimas e mais 30.000 feridos, a grande maioria civis mortos pelas armas e ataques aéreos israelenses.
Após dois meses, a retirou da OLP sob proteção internacional. Yasser Arafat refugiou-se para a Grécia e, depois, para Túnis, onde reergueu uma nova sede da OLP. O plano de Ariel Sharon só falhou quando Bachir Gemayel foi assassinado em 14 de setembro, pouco tempo depois de ser eleito presidente pelo parlamento libanês sob pressão israelense. O cerco também viu a insubordinação e posterior demissão do comandante militar Eli Geva, que se recusou a levar suas forças para Beirute, argumentando que isso resultaria em um "excessivo assassínio de civis."
No final, Israel conseguiu acabar com os ataques ao norte do país por um período muito curto e não conseguiu enfraquecer a OLP globalmente. Terminado o cerco de Beirute, militante da OLP a operar no Iêmen, Jordânia, Argélia, Iraque e Sudão, bem como nos territórios palestinos controlados por Israel.